# Грязьові вулкани Азербайджану

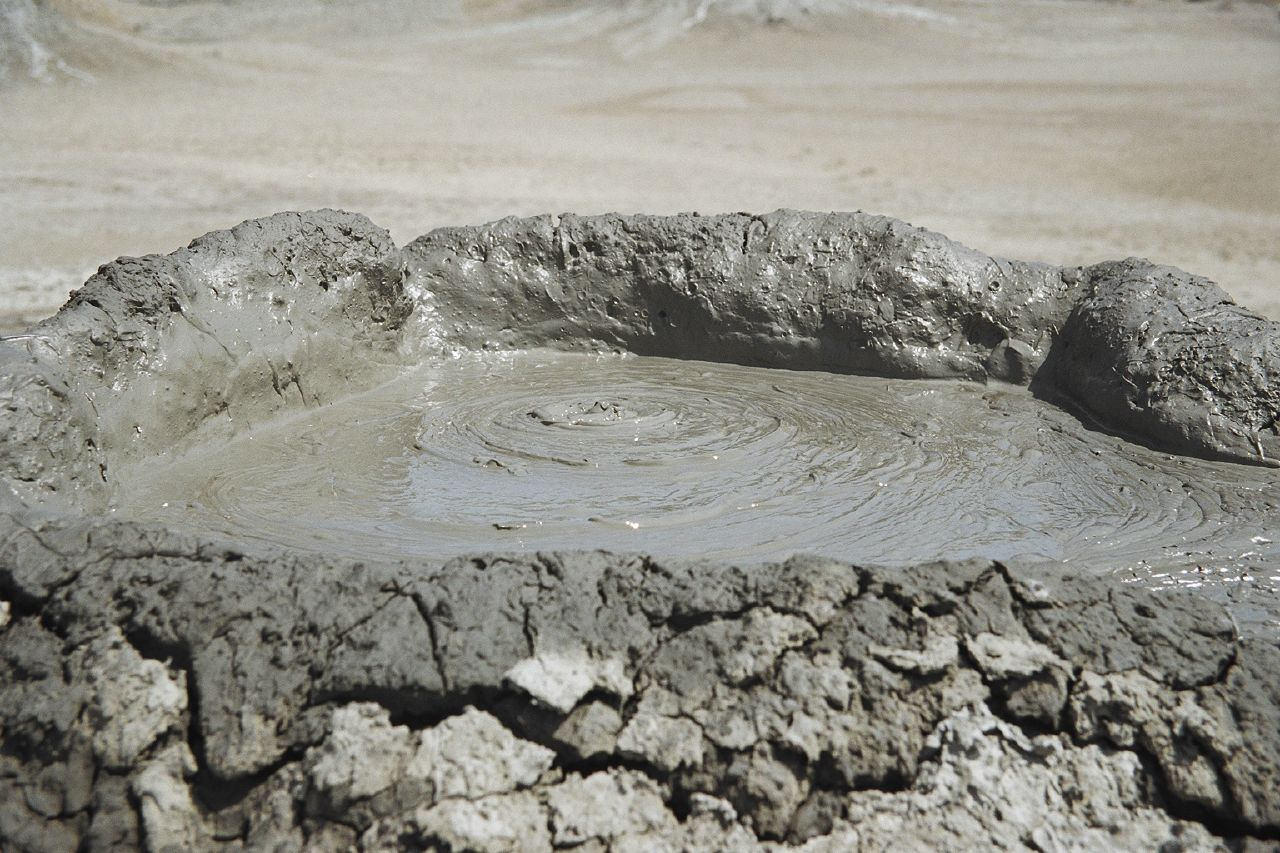
Грязьовий вулкан в околицях міста Гобустан

В Азербайджанській Республіці існує близько 350 з 800 грязьових вулканів, відомих у світі. Грязьові вулкани за походженням пов'язані з нафтогазовими родовищами. На ділянках грязьових вулканів виявленіо багаті родовища газоконденсату і нафти. Найвідоміші і відвідувані грязьові вулкани знаходяться поруч з містом Гобустан.

## Охорона грязьових вулканів
У 2007 році президент Азербайджану Ільхам Алієв розпорядився про створення на Апшеронському півострові природного заповідника. Згідно з розпорядженням глави держави, було доручено визначити межі заповідника і розробити положення про нього. Крім того, розпорядження також наказувало вжити термінових заходів щодо запобігання будівельних робіт на території грязьових вулканів Баку і Апшерона.
За словами керівника відділу грязьового вулканізму Інституту геології НАНА, Адил Алієвої, для створення заповідників грязьових вулканів були обрані саме ті, які різко виділялися в рельєфі місцевості, містяться на висотах до 400 м, були активно діючими і знаходилися на узбережжі Каспію, а також поблизу магістральних автодоріг і населених пунктів.
Для охорони природних пам'яток-вулканів було підключено районні управління і комітети екології, розташовані поблизу вулканів. На підступах до вулканів вже встановлено охоронні написи, які сповіщають, що ці пам'ятники природи охороняються державою і що забруднювати, руйнувати, проводити поруч з ними будівельні та інші роботи суворо забороняється.

## Підводні грязьові вулкани
В Азербайджані є також і морські грязьові вулкани — на  Каспійському морі знаходиться понад 140 таких вулканів. На Бакинському архіпелазі 8 островів з'явилося в результаті діяльності грязьових вулканів.

## Походження
Грязьові вулкани з'явилися на території нинішньої Азербайджанської Республіки 25 млн років тому. Грязьові вулкани за походженням пов'язані з нафтогазовими родовищами. На ділянках грязьових вулканів виявлено багаті родовища газоконденсату і нафти (Льокбатан, Гарадаг, Нафтові Камені, Мішовдаг і ін.). Крім того, бруд і рідина, яку викидають грязьові вулкани, використовують як сировина для хімічної та будівельної промисловості, а також для  фармакології.

## Народні назви
Поряд з географічним терміном — «грязьові вулкани», в народі їх називають і як «янардаг» (палаюча гора), «пільпіля» (тераса), «гайнача» (окріп), «боздаг» (сіра гора).

## Виверження грязьових вулканів

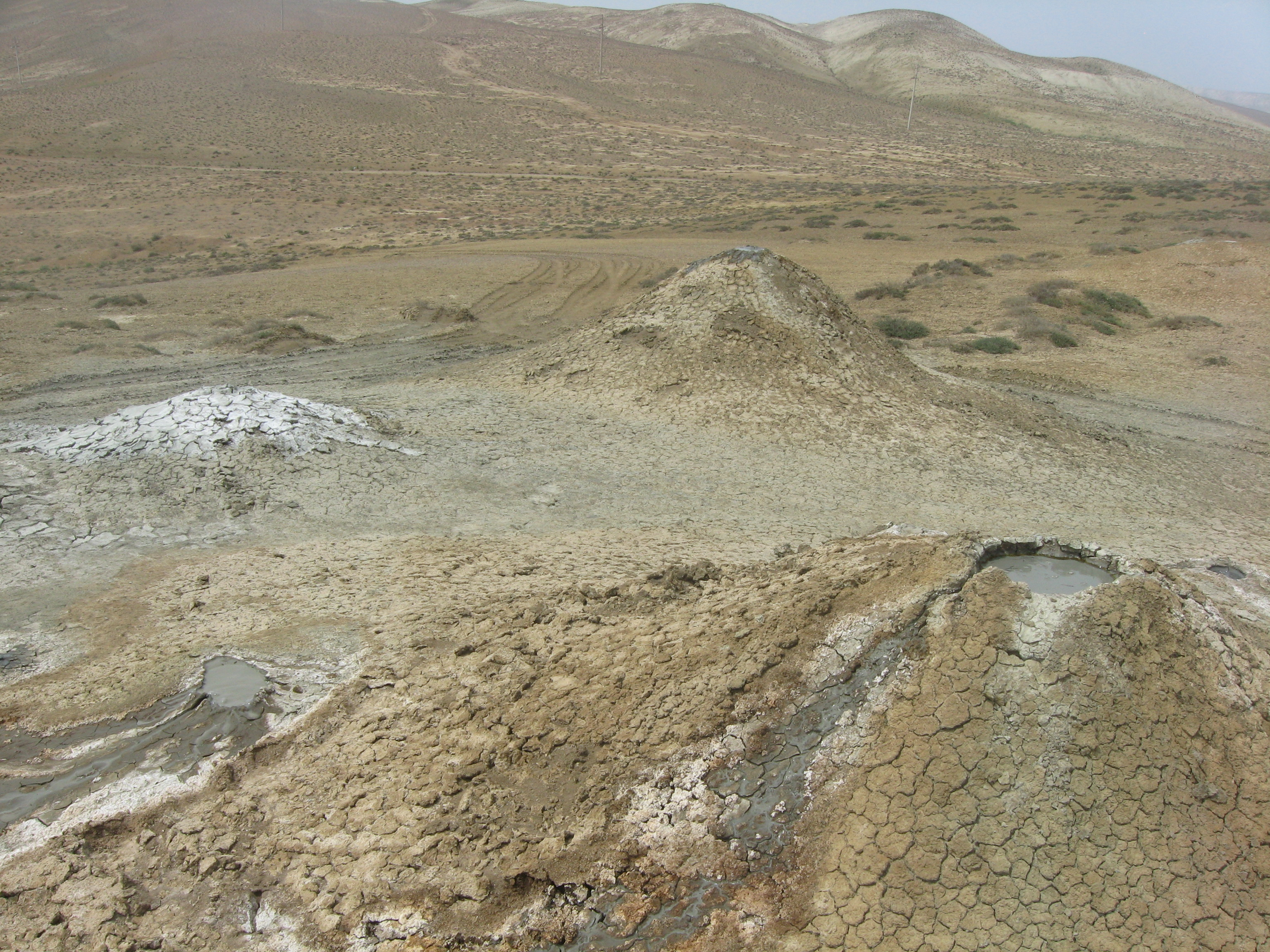
Грязьові вулкани Азербайджану

На території Азербайджанської Республіки з 1810-го року по теперішній час з 50 вулканів сталося приблизно 200 великих вивержень. Виверження грязьових вулканів супроводжується сильними вибухами і підземним гулом. З глибоких шарів землі назовні виходять гази і відразу спалахують. Висота полум'я над вулканом доходить до 1000 м (вулкан Гарас). Вулкан Тораґай з 1841 по 1950 роки вивергався 6 разів.
26 січня в Гаджігабульскому районі сталося виверження вулкана Ахтарма-Пашали, який вважається одним з найбільших в Азербайджані. Він знаходиться в 35 км на південний схід від міста Ширван. Виверження тривало до самого ранку, в небо був викинутий струмінь полум'я заввишки 30-35 м.

## Цікаві факти
- 15 вересня 2004 року найбільший грязьовий вулкан в світі, розташований на території Азербайджану, увійшов до  Книги рекордів Гіннеса[4].
- У 2009 році грязьові вулкани претендували на одне з чудес світу у виборі  Семи чудес світу.[2]

## Ресурси Інтернету
- Грязевые вулканы Азербайджана — одно из 7 новых чудес природы
- О природе грязевых вулканов. [Архівовано 18 січня 2020 у Wayback Machine.] В. Н. Холодов. Геологический институт РАН, Москва